# RIPK1
RIPK1（receptor interacting serine/threonine kinase 1）は、細胞の生存と死の両方に関連するさまざまな細胞経路で機能する。炎症の重要なメディエータである。細胞死に関しては、アポトーシスとネクロトーシスに関与する。ヒトでは、6番染色体上にあるRIPK1遺伝子によってコードされる酵素。

## 自己炎症性疾患
再発性の発熱とリンパ節腫脹を特徴とする自己炎症性疾患は、この遺伝子の突然変異と関連する。
CRIA症候群（cleavage-resistant RIPK1-induced autoinflammatory syndrome）は、RIPK1遺伝子の特定の変異によって引き起こされる障害。 症状には、「発熱、リンパ節の腫れ、腹痛、胃腸の問題、頭痛、場合によっては脾臓と肝臓の異常な肥大」などがある。